# Rue de la Truite
La rue de la Truite est une voie de la commune française de Colmar.

## Situation et accès
Cette voie de circulation, d'une longueur de 125 m, se trouve dans le quartier centre.
On y accède par les rues Saint-Josse, Schwendi, des Fleurs et le quai de la Poissonnerie.
Cette voie n'est pas desservie par les bus de la TRACE.